# Antonio Rozzi
Antonio Rozzi (Roma, 28 maggio 1994) è un calciatore italiano, attaccante della Luiss.

## Carriera

### Club
Nato a Roma, Rozzi inizia la sua carriera nella squadra locale Casal Monastero, per poi trasferirsi alla Lodigiani. A sette anni, viene notato e richiesto dalla Lazio. Qui continua ad allenarsi nelle giovanili, segnando 35 reti in 340 presenze, fino a debuttare da calciatore professionista.
L'esordio nella prima squadra della Lazio avviene il 1º febbraio 2012 nella partita casalinga di campionato contro il Milan, quando nei minuti finali, non ancora diciottenne, subentra a Tommaso Rocchi; la partita viene vinta dai biancocelesti. Il 23 febbraio dello stesso anno arriva anche l'esordio in campo internazionale, nella partita di ritorno dei sedicesimi di finale di Europa League contro l'Atlético Madrid.
La sua seconda stagione nella Lazio si apre con i preliminari di Europa League. Scende in campo nella partita di ritorno contro il Mura 05, la partita viene vinta 3-1 e la Lazio si qualifica alla fase a gironi. Torna in campo, con la maglia della prima squadra, nell'ultima partita della fase a gironi di Europa League contro il Maribor, dove la Lazio vince 4-1 e si qualifica per i sedicesimi di finale. Il 2 maggio 2013 firma il rinnovo con il club biancoceleste fino al 2018. La seconda stagione si chiude con 4 presenze, di cui 37 minuti giocati nei sedicesimi Coppa Italia, Coppa che verrà poi vinta dalla Lazio in finale contro la Roma per 1-0.
Con la maglia della Primavera, di cui è capitano, vince il campionato, pur non giocando semifinali e finale, a causa di un infortunio muscolare.
Nell'estate 2013,  dopo la convocazione alla Supercoppa italiana 2013, dove non giocherà,  contro la Juventus, viene ceduto in prestito al Real Madrid Castilla. L'8 settembre di quell'anno esordisce, da titolare, con la maglia della squadra spagnola nella disputa casalinga contro il Mirandés. Nel girone di andata, complice il momento difficile della squadra, registra solo dieci presenze per un totale di 322 minuti giocati e nessuna rete segnata. Nel girone di ritorno il nuovo allenatore del Real Madrid Castilla deciderà di non convocarlo più, mentre la squadra finirà per retrocedere.
Il 31 luglio 2014, in seguito a un infortunio, viene ceduto nuovamente in prestito: va al Bari, militante in Serie B.  Il 7 settembre 2014 gioca la sua prima partita, in casa, contro il Perugia. Seguiranno altre otto presenze
Il 22 gennaio 2015 conclude il contratto con il Bari e viene ceduto, sempre in prestito, all'Entella. Fa il suo esordio il 31 gennaio successivo nella partita esterna contro il Brescia. Ad aprile dello stesso anno un nuovo infortunio lo ferma. Collezionerà in totale solo 6 presenze, compresa quella nei play-out contro il Modena.
Il 3 agosto 2015 passa, di nuovo in prestito, alla Virtus Lanciano, dove esordisce 6 settembre successivo in occasione della trasferta contro il Pro Vercelli. Quella sarà l'unica presenza con la maglia dei Frentani. A gennaio 2016 viene infatti nuovamente ceduto in prestito, questa volta alla Robur Siena militante in Lega Pro.
Il 31 agosto 2016, viene ceduto, a titolo temporaneo alla Lupa Roma. L'esordio arriva il 4 settembre successivo nella trasferta contro il Piacenza. Al termine della stagione ritorna alla Lazio, dove sarà impiegato nella Primavera.
Nel luglio 2017 vola in Ungheria per svolgere un periodo di prova con l'Haladás, club militante in NBI, la massima serie del calcio magiaro, convincendo gli addetti ai lavori i quali avviano i contatti con il club biancoceleste per avere l'attaccante italiano ma alla fine la trattativa salta.  A fine stagione, alla naturale scadenza del contratto, resta svincolato.
Il 15 dicembre 2018 firma un contratto annuale con i maltesi del Qormi, dove registra 11 presenze, segnando 4 gol e compiendo 2 assist.
Nel 2020, prima dello scoppio della pandemia di Covid-19 inizia ad allenarsi con il Ladispoli. A settembre, firma con il Trastevere, militante in Serie D, dove rimarrà fino a gennaio 2021
Nel 2022 è ad Andorra con il Saint Julia.
Nel novembre 2023 viene ingaggiato in Eccellenza dal Ferentino e nel 2024 è ancora in Eccellenza prima al Parioli e poi alla Luiss dove termina la carriera.

### Nazionale
Il 19 maggio 2013 viene inserito dal CT Alberico Evani nella lista dei 18 azzurrini Under-19 che disputa il Turno Elite del Campionato europeo di calcio Under-19. Gioca tutte e tre le partite del girone segnando due goal, uno contro l'Ucraina, partendo da titolare e segnando il goal partita e due giorni dopo contro la Turchia siglando il momentaneo 1-1, partita che viene vinta dai turchi 5-1. Nonostante ciò, l'Italia non supera il turno.
Il 3 ottobre 2013 ottiene la prima convocazione in Under-21 da parte del CT Luigi Di Biagio per la partita di qualificazione agli Europei 2015 del 14 ottobre contro il Belgio. Il 14 novembre mette a segno il suo primo gol con la maglia dell'Under-21; Rozzi va a segno nel 3-0 contro l'Irlanda del Nord, segnando appena un minuto dopo essere subentrato in partita in corso.
Il 15 aprile 2015 al debutto con la selezione B Italia segna un gol nell'1-1 contro la Croazia Under-21.

## Statistiche

### Presenze e reti nei club
Statistiche aggiornate al 23 dicembre 2020.
| Stagione        | Squadra          | Campionato      | Campionato | Campionato | Coppe nazionali | Coppe nazionali | Coppe nazionali | Coppe continentali | Coppe continentali | Coppe continentali | Altre coppe | Altre coppe | Altre coppe | Totale | Totale |
| Stagione        | Squadra          | Comp            | Pres       | Reti       | Comp            | Pres            | Reti            | Comp               | Pres               | Reti               | Comp        | Pres        | Reti        | Pres   | Reti   |
| --------------- | ---------------- | --------------- | ---------- | ---------- | --------------- | --------------- | --------------- | ------------------ | ------------------ | ------------------ | ----------- | ----------- | ----------- | ------ | ------ |
| 2011-2012       | Lazio            | A               | 3          | 0          | CI              | 0               | 0               | UEL                | 1                  | 0                  | -           | -           | -           | 4      | 0      |
| 2012-2013       | Lazio            | A               | 0          | 0          | CI              | 1               | 0               | UEL                | 3                  | 0                  | -           | -           | -           | 4      | 0      |
| 2013-2014       | Real M. Castilla | SD              | 10         | 0          | -               | -               | -               | -                  | -                  | -                  | -           | -           | -           | 10     | 0      |
| 2014-gen. 2015  | Bari             | B               | 9          | 0          | CI              | 0               | 0               | -                  | -                  | -                  | -           | -           | -           | 9      | 0      |
| gen.-giu. 2015  | Virtus Entella   | B               | 5+1        | 0          | CI              | -               | -               | -                  | -                  | -                  | -           | -           | -           | 6      | 0      |
| 2015-gen. 2016  | Virtus Lanciano  | B               | 1          | 0          | CI              | 0               | 0               | -                  | -                  | -                  | -           | -           | -           | 1      | 0      |
| gen.-giu. 2016  | Siena            | LP              | 11         | 0          | CI-LP           | 1               | 1               | -                  | -                  | -                  | -           | -           | -           | 12     | 1      |
| 2016-2017       | Lupa Roma        | LP              | 10         | 0          | CI-LP           | 0               | 0               | -                  | -                  | -                  | -           | -           | -           | 10     | 0      |
| 2017-2018       | Lazio            | A               | 0          | 0          | CI              | -               | -               | UEL                | -                  | -                  | SI          | -           | -           | 0      | 0      |
| Totale Lazio    | Totale Lazio     | Totale Lazio    | 3          | 0          |                 | 1               | 0               |                    | 4                  | 0                  |             | -           | -           | 8      | 0      |
| dic. 2018-2019  | Qormi            | PL              | 11         | 4          | CM              | -               | -               | -                  | -                  | -                  | -           | -           | -           | 11     | 4      |
| dic. 2020-2021  | Trastevere       | D               | 1          | 0          | CI              | -               | -               | -                  | -                  | -                  | -           | -           | -           | 1      | 0      |
| Totale carriera | Totale carriera  | Totale carriera | 63         | 4          |                 | 2               | 1               |                    | 4                  | 0                  |             | -           | -           | 68     | 5      |

### Cronologia presenze e reti in nazionale
| Cronologia completa delle presenze e delle reti in nazionale ― Italia under 21 | Cronologia completa delle presenze e delle reti in nazionale ― Italia under 21 | Cronologia completa delle presenze e delle reti in nazionale ― Italia under 21 | Cronologia completa delle presenze e delle reti in nazionale ― Italia under 21 | Cronologia completa delle presenze e delle reti in nazionale ― Italia under 21 | Cronologia completa delle presenze e delle reti in nazionale ― Italia under 21 | Cronologia completa delle presenze e delle reti in nazionale ― Italia under 21 | Cronologia completa delle presenze e delle reti in nazionale ― Italia under 21 |
| Data                                                                           | Città                                                                          | In casa                                                                        | Risultato                                                                      | Ospiti                                                                         | Competizione                                                                   | Reti                                                                           | Note                                                                           |
| ------------------------------------------------------------------------------ | ------------------------------------------------------------------------------ | ------------------------------------------------------------------------------ | ------------------------------------------------------------------------------ | ------------------------------------------------------------------------------ | ------------------------------------------------------------------------------ | ------------------------------------------------------------------------------ | ------------------------------------------------------------------------------ |
| 14-10-2013                                                                     | Genk                                                                           | Belgio under 21                                                                | 0 – 1                                                                          | Italia under 21                                                                | Qual. Europeo Under-21 2015                                                    | -                                                                              | 53’                                                                            |
| 14-11-2013                                                                     | Sassuolo                                                                       | Italia under 21                                                                | 3 – 0                                                                          | Irlanda del Nord under 21                                                      | Qual. Europeo Under-21 2015                                                    | 1                                                                              | 86’                                                                            |
| 19-11-2013                                                                     | Gornji Milanovac                                                               | Serbia under 21                                                                | 1 – 0                                                                          | Italia under 21                                                                | Qual. Europeo Under-21 2015                                                    | -                                                                              | 56’                                                                            |
| Totale                                                                         |                                                                                | Presenze                                                                       | 3                                                                              |                                                                                | Reti                                                                           | 1                                                                              |                                                                                |

## Palmarès

### Club

#### Competizioni giovanili
- Campionato Primavera: 1

Lazio: 2012-2013

#### Competizioni nazionali
- Coppa Italia: 1

Lazio: 2012-2013